# Fábio Aguiar
Fábio Aguiar da Silva (ur. 28 lutego 1989 w Bom Jardim) – brazylijski piłkarz występujący na pozycji obrońcy, zawodnik Júbilo Iwata.

## Życiorys

### Kariera piłkarska
Od 2009 roku występował w klubach: Esporte Clube Tigres do Brasil, Duque de Caxias FC, SC Sagamihara, Yokohama F. Marinos i Gamba Osaka.
12 sierpnia 2019 podpisał kontrakt z japońskim klubem Júbilo Iwata, umowa do 31 stycznia 2020.

## Sukcesy

### Klubowe
Yokohama F. Marinos
- Zdobywca drugiego miejsca J.League Division 1: 2013
- Zwycięzca Pucharu Japonii: 2013
- Zdobywca drugiego miejsca Superpucharu Japonii: 2014